# Vesuvianite
La vesuvianite o vesuviana o idocrasio è un minerale, un sorosilicato che cristallizza in rocce metamorfiche ricche di calcio. Deve il suo nome al luogo in cui è stata trovata la prima volta: il Vesuvio. Fu scoperta nei proietti mineralizzati del Somma-Vesuvio, da Moritz Anton Kappeler nel 1723, che la chiamò “Giacinto ottododecaedrico”. Nel 1772 Jean Baptiste Louis Romé de L’Isle la rinominò “Giacinto del Vesuvio”. In seguito, Abraham Gottlob Werner nel 1795 la classificò come “Vesuviana”. Infine, René Just Haüy nel 1799 la chiamò “Idocrasio” (nome ormai desueto). Esiste anche nelle varietà californite, ciprina, wiluite e xantite.

## Abito cristallino
Frequentemente si trova in forma di cristalli prismatici quadrangolari od ottagonali tozzi, terminanti su un lato (raramente su due) con piramidi a base quadrata smussata in cima. Si può trovare anche in abito massivo, sia colonnare che granulare. Il colore varia dal marrone bruno dei cristalli del Vesuvio, fino al verde oliva, al giallo, al rosso e all’azzurro.

## Origine e giacitura
La vesuviana si trova in calcari interessati da metamorfismo di contatto. Esistono altre quattro varietà: la californite, la ciprina, la wiluite, la xantite.

## Forma in cui si presenta in natura
Si trova in rocce metamorfiche ricche di calcio, quali rocce calcaree impure, spesso associata a granati di vario tipo (grossularia, andradite), wollastonite, diopside, clorite.

## Località di ritrovamento
Numerose in Italia: Vesuvio e Monte Somma (Campania), Monzoni e Adamello (Trentino-Alto Adige), Val d'Ala (Piemonte), Valle della Gava (Liguria), Val Malenco (Lombardia), tufi laziali (Lazio), tufi Sardi (Sardegna), Bellecombe presso Châtillon (Valle d'Aosta), pomici toscane a Pitigliano (Ar).
Numerosi sono i paesi da cui provengono cristalli di Vesuvianite, quali Messico, Oregon, California, Russia, Cina, Canada, Svizzera, Norvegia.